# 定量的マーケティング調査
定量的マーケティング調査 (英: quantitative marketing research)は、マーケティング分野における定量的研究である。実証主義的な世界の見方と、マーケティングは購入者と販売者の両方がマーケティングの「4つのP」（製品、価格、場所、およびプロモーション）について満足のいく合意に達する双方向のプロセスであるという現代のマーケティングの視点の両方にルーツを持っている。
社会調査の手法として、調査を行うには質問票と尺度の作成を行う。回答者は調査に回答するよう求められる。マーケターはこの情報を元に、市場の個人のニーズを取得して理解し、戦略計画とマーケティング計画を作成する。

## データ収集
最も人気のある定量的マーケティング調査方法は調査である。調査には通常、構造化された質問と未解決の質問の組み合わせが含まれます。調査参加者は同じ一連の質問に回答するため、研究者はさまざまなタイプの回答者による回答を簡単に比較できます。調査は、電話、郵便、対面、オンライン（モバイルまたはデスクトップ）の4つの方法のいずれかで配布できる。
別の定量的調査方法は、個人がさまざまな状況やシナリオにどのように反応するかを実験することである。この一例は、WebサイトのランディングページなどのマーケティングコミュニケーションのA / Bテストです。ウェブサイトの訪問者にはさまざまなバージョンのランディングページが表示され、マーケターはどちらがより効果的かを追跡する。 

## 一般的な手順
簡単に言えば、調査手順には5つの主要かつ重要なステップが含まれる。
1. 問題の定義。
2. 研究デザイン。
3. データ収集。
4. データ分析。
5. レポートの作成とプレゼンテーション。

## 統計分析
定量的マーケティング調査のために取得されたデータは、統計分析のほぼすべての範囲の手法によって分析できる。統計分析は記述統計学と推計統計学の二つに大きく分かれる。重要な手法は、統計調査に関連するものである。いずれの場合も、適切なタイプの統計分析では、以下に概説するように、発生する可能性のあるさまざまなタイプのエラーを考慮に入れる必要がある。

### 信頼性と妥当性
研究は、信頼性、一般化可能性、および妥当性についてテストする必要がある。
一般化可能性は、サンプルから母集団への推論を行うことである。
信頼性とは、測定値が一貫した結果を生み出す程度のことである。

### エラーの種類
ランダムサンプリングエラー：
- サンプルが小さすぎる
- サンプルがグループを代表していない
- 不適切なサンプリング方法が使用された
- ランダムエラー

調査設計エラー：
- バイアスがある
- 測定誤差
- データ分析エラー
- サンプリングフレームエラー
- 母集団定義エラー
- スケーリングエラー
- 質問構築エラー

インタビュアーのエラー：
- 記録エラー
- 不正行為エラー
- 質問エラー
- 回答者の選択エラー

回答者のエラー：
- 無応答エラー
- 不能エラー
- 改ざんエラー

仮説エラー：
- タイプIエラー（アルファエラーとも呼ばれる）
  - 研究結果は、実際には真実であるにもかかわらず、帰無仮説の棄却につながる
- タイプIIエラー（ベータエラーとも呼ばれる）
  - 研究結果は、実際には誤りであるにもかかわらず、帰無仮説の受け入れ（非拒否）につながる